# Comics Code Authority
A Comics Code Authority egy testület, ami 1954-től 2011-ig működött. Feladata a képregények cenzúrása volt.
Létrehozója pedig a képregénykiadók által alapított Comics Magazine of Association America Inc. (CMMA)

## A cenzúráig vezető út
A II. világháború után több kiadó a horrortörténetekben látta az üzleti lehetőséget. Elsősorban az EC Comics nevét kell megemlíteni, de a mai DC Comics elődje, a National is foglalkozott vele. Bár korábban a szuperhősképregényeket is érte már kemény kritika - például Marian Kennedy cikkében -, ezek elszórt esetek maradtak. A képregényt bírálók egy komoly vezérre tettek szert Frederic Wertham  pszichológus személyében. Wertham a Housewifes Magazine és a Reader's Digest rendszeres szerzője volt. Seduction of Innocents című könyvében pedig összefüggéseket próbált kimutatni a fiatalkorú bűnözés és a képregényolvasás között. Bár módszerei vitathatók (csak a fiatalkorú bűnözők olvasmányait vizsgálta, valamennyi képregényolvasót nem!), az Amerikai Egyesült Államok Szenátusának albizottsága szakértőként hallgatta meg. Erre jött létre válaszul A Comics Code Authority.

## Szabályok és szervezeti felépítés
Az Authority csak ellenőrizte a CMMA által hozott három részre bontott Szerkesztői Kódexet. Delegáltjai  voltak a kódexet elfogadó kiadók tagjai. Vezetője a tőlük független Code Administrator. Valamennyi szám összes oldalát végig kellett pecsételni, végül pedig a címlapot is. A kódex teljesen betiltotta a szexualitást, valamennyi horrorszereplőt, valamint megszabta a képregényben megjelentethető reklámok körét. A többi szabály, milyen lehet a bűncselekmény, mennyi agresszió engedhető meg, mennyire hasonlíthat a valódi bűncselekményre azonban túl mereven értelmezték.
Stan Lee visszaemlékezése szerint egy vadnyugati képregényt azért küldtek vissza, mert füstölt a pisztoly. Az Incredible Science Fiction 34. számát a hatvanas években azért nem engedélyezték, mert az egyik űrhajós fekete volt. Mikor a kiadó-szerkesztő William Gaines kimagyarázta, hogy ebben nincs semmi gúnyos szándék, az volt a hatóság válasza, hogy maradhat fekete bőrű az űrhajós, de ne izzadjon. Az eset után Gaines megszüntette a sorozatait.
A kódex bevezetése után több, mint fél tucat kiadó tönkrement, mások például az Arkham House, a Warren képregény helyett magazinokat kezdtek el kiadni. Azokra ugyanis semmilyen cenzúra nem volt. Szintén megkerülték a cenzúrát a magánkiadásban megjelent hippi képregények, amelyek nem egyszer Code-pecsétet is kifigurázták.

## Hanyatlás és bukás
1971-ben az egészségügyi minisztérium, arra kérte a képregénykiadókat, hogy segítsenek a kábítószer-probléma leküzdésében. Gerry Conway ekkor írta meg a később drogellenes-történet néven ismertté vált Pókember történetet, amiben Harry Osborne rászokik a kábítószerre. A DC Zöld Lámpás-Zöld Íjász sorozatában ugyanekkor Zöld Íjász fia lett drogos. Az Authority egyik történetet se engedélyezte, mégis megjelentek, sőt sikeresek lettek. Ekkor lett nyilvánvaló, hogy a kódex előírások elavultak s alaposan megnyirbálták őket. A Code-pecsét használata se lett kötelező, néhány régi kiadó, viszont a reklámelőírások és a pornográfia kerülés miatt továbbra is megtartotta. 2001-ben a Marvel úgy döntött nincs szüksége a kódexre. 2011-ben már csak két kiadó maradt a tagja, végül ők is otthagyták.